# 87-й армейский корпус (вермахт)
87-й армейский корпус (нем. LXXXVII. Armeekorps), сформирован 5 ноября 1942 года.
17 марта 1944 года — переименован в армейскую группу «фон Цанген» (Armeeabteilung von Zangen).

## Боевой путь
С ноября 1942 года по июль 1943 — дислоцировался во Франции (полуостров Бретань).
С августа 1943 — дислоцировался в северо-западной Италии (провинция Лигурия).

## Состав корпуса
В июле 1943:
- 343-я пехотная дивизия
- 346-я пехотная дивизия

В декабре 1943:
- 356-я пехотная дивизия

## Командующие корпусом
- С 5 ноября 1942 — генерал артиллерии Эрих Маркс
- С 1 августа 1943 — генерал пехоты Густав-Адольф фон Цанген